# 단풍로
단풍로(Danpung-ro)는 전라남도 장성군 장성읍 쌈지 교차로와 순창군 복흥면 농암삼거리를 잇는 도로이다.

## 주요 경유지
전라남도
- 장성군 (장성읍 - 북하면) - 순창군 복흥면

## 노선
| 이름         | 접속 노선                                         | 소재지 | 소재지                       | 비고 |
| ------------ | ------------------------------------------------- | ------ | ---------------------------- | ---- |
| 쌈지 교차로  | 역전로 영천로 제봉로                              | 장성군 | 장성읍                       |      |
| 월산 교차로  | 국도 제1호선 (하서대로) 영천월산길                | 장성군 | 장성읍                       |      |
| 장성교       |                                                   | 장성군 | 장성읍                       |      |
| 성산 교차로  | 국도 제1호선 (하서대로)                           | 장성군 | 장성읍                       |      |
| 야은 교차로  | 국도 제1호선 (하서대로) 지방도 제708호선 (신흥로) | 장성군 | 장성읍                       |      |
| 우지교       |                                                   | 장성군 | 장성읍                       |      |
| 덕진 교차로  | 국도 제1호선 (하서대로) 덕진길                    | 장성군 | 장성읍                       |      |
| 구산 교차로  | 국도 제1호선 (하서대로) 덕진구산길                | 장성군 | 장성읍                       |      |
| 구신재       |                                                   | 장성군 | 장성읍                       |      |
|              | 북하면                                            | 장성군 |                              |      |
| 월성교       |                                                   | 장성군 |                              |      |
| 월성삼거리   | 지방도 제898호선 (병풍로)                         | 장성군 |                              |      |
| 대방교       |                                                   | 장성군 |                              |      |
| 대악 교차로  | 국도 제1호선 (하서대로) 대방길                    | 장성군 |                              |      |
| 신촌교       |                                                   | 장성군 |                              |      |
| 단전 교차로  | 국도 제1호선 (하서대로)                           | 장성군 |                              |      |
| 용두교       |                                                   | 장성군 |                              |      |
| 약수 교차로  | 국도 제1호선 (하서대로) 백양로                    | 장성군 | 국가지원지방도 제15호선 구간 |      |
| 약수2교      |                                                   | 장성군 | 국가지원지방도 제15호선 구간 |      |
| 중평삼거리   | 국가지원지방도 제15호선 (담장로)                  | 장성군 | 국가지원지방도 제15호선 구간 |      |
| 북하면중평리 | 백양로                                            | 장성군 | 국가지원지방도 제49호선 구간 |      |
| 중평2교      |                                                   | 장성군 | 국가지원지방도 제49호선 구간 |      |
| 지선 교차로  | 국가지원지방도 제49호선 (백방로)                  |        | 국가지원지방도 제49호선 구간 |      |
| 농암삼거리   | 지방도 제792호선 (추령로)                         |        |                              |      |

## 주요 건물 및 시설
- SK에너지 노령주유소 (단풍로 29/영천리 750-3)
- 애니카랜드 전남장성점 (단풍로 41/영천리 745-4)
- 세븐일레븐 장성단풍점 (단풍로 48/영천리 1511-13)
- SK에너지 장성보해주유소 (단풍로 111/유탕리 1521-3)
- 농협 장성물류센터 (단풍로 138/유탕리 1525-9)
- 장성소방서 (단풍로 204/유탕리 1480-26)